# Jüdischer Friedhof (Endenich)

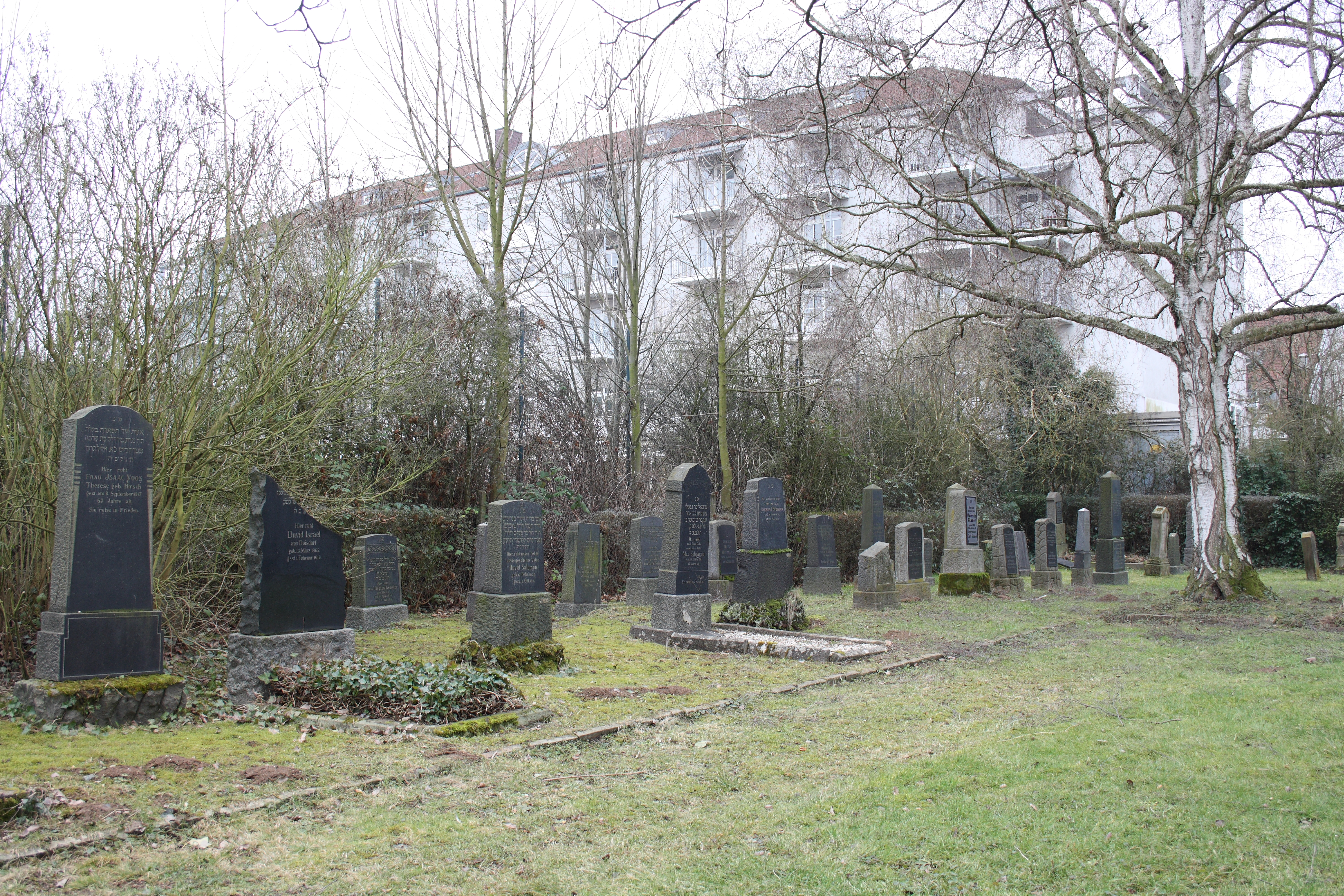
Jüdischer Friedhof in Endenich

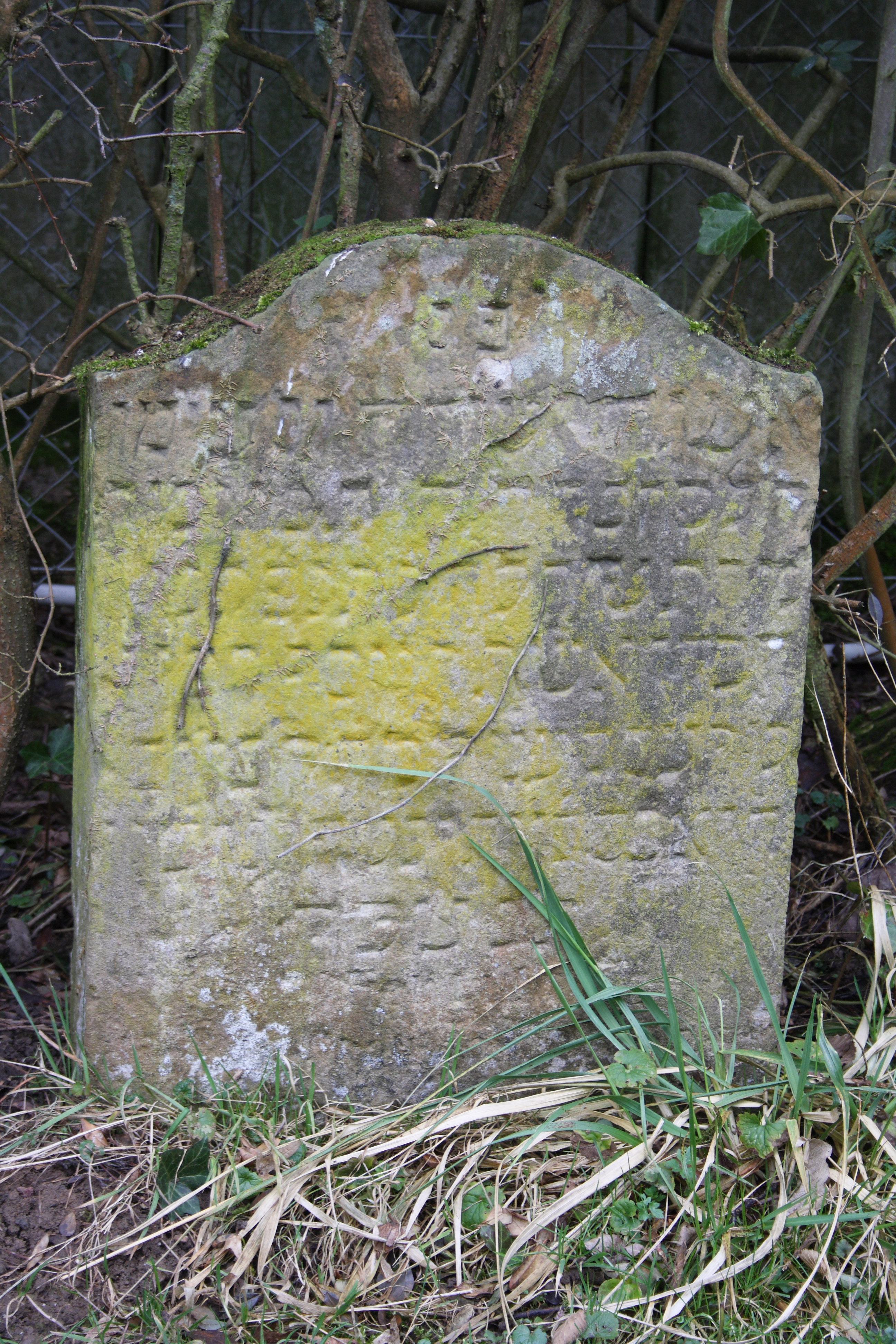
Grabstein auf dem jüdischen Friedhof in Endenich

Der Jüdische Friedhof Endenich ist ein jüdischer Friedhof in Endenich, einem  Stadtteil von Bonn in Nordrhein-Westfalen. Der Friedhof liegt an der Hainstraße inmitten eines Neubaugebietes und steht als Baudenkmal unter Denkmalschutz.

## Geschichte
Die Königliche Regierung in Köln genehmigte am 23. Februar 1861 die Anlegung eines jüdischen Friedhofs für die jüdische Gemeinde in Poppelsdorf, der weit außerhalb in der heutigen Hainstraße in Endenich entstand. 1877 wurde er erweitert und hatte nun eine Fläche von 766 m². Heute sind noch etwa 90 Grabsteine (Mazewot) vorhanden. Die letzte Bestattung fand im Jahr 2000 statt.
Bereits 1896 wurde der jüdische Friedhof geschändet und die meisten Grabsteine umgeworfen, wobei viele dabei zerbrachen. In der Zeit des Nationalsozialismus fanden weitere Schändungen statt.